# 黑足鼬
黑足鼬（学名：Mustela nigripes），是一種原產於北美洲的小型食肉性哺乳动物和唯一原產于北美地區的雪貂，亦是俄国草原臭鼬的近親。鼬科。同科物种有：黄鼬（黄鼠狼）、水貂、臭貂、貂屬和獾亞科。牠與被馴化的白鼬或矇眼貂外型非常相似，常被別人混淆。
其种加词“nigripes”意为“黑足的”。
黑足鼬是北美著名的濒危物种。
1937年，加拿大野生黑足鼬灭绝。1967年在美国被列为濒危物种。
2008年美國網站《生活科學》評出黑足鼬為全球十大最瀕危的稀有動物物種之一。

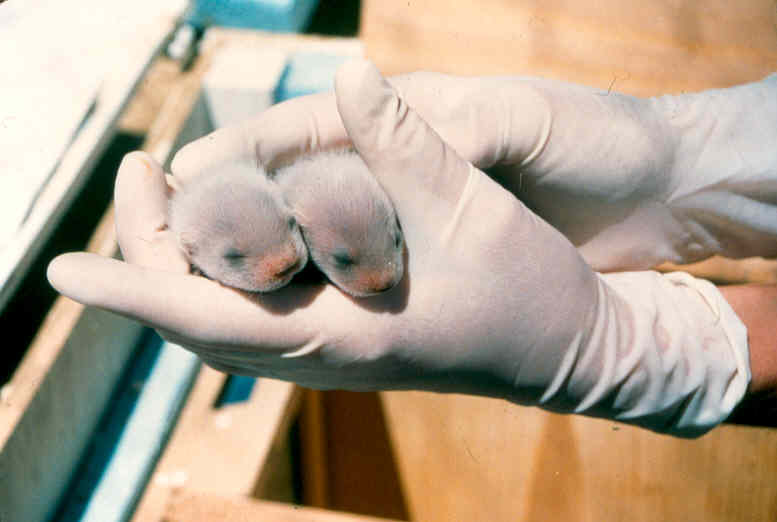
幼崽

2020年12月10日，美国科学家成功克隆了一只黑足鼬。